# Cabinet Rehlinger
Sarre
Hans 
Le cabinet Rehlinger (en allemand : Kabinett Rehlinger) est le gouvernement du Land de Sarre depuis le 25 avril 2022, sous la 17e législature du Landtag.

## Historique du mandat
Ce gouvernement est dirigé par la nouvelle ministre-présidente sociale-démocrate Anke Rehlinger, précédemment ministre de l'Économie. Il est constitué et soutenu par le Parti social-démocrate d'Allemagne (SPD). Seul, il dispose de 29 députés sur 51, soit 56,9 % des sièges du Landtag.
Il est formé à la suite de la tenue des élections régionales du 27 mars 2022.
Il succède donc au cabinet du chrétien-démocrate Tobias Hans, constitué et soutenu par une « grande coalition » entre l'Union chrétienne-démocrate d'Allemagne (CDU) et le Parti social-démocrate.

### Formation
Au cours du scrutin parlementaire, le Parti social-démocrate profite de la forte popularité de sa cheffe de file, de l'impopularité du ministre-président sortant et de l'effondrement de Die Linke pour conquérir la majorité absolue des sièges avec environ 43 % des suffrages exprimés.
Le 25 avril suivant, Anke Rehlinger est élue ministre-présidente par le Landtag par 32 voix favorables, soit trois de plus que le total du groupe parlementaire social-démocrate. Les ministres sont approuvés le lendemain par le Landtag, les trois députés de l'Alternative pour l'Allemagne s'exprimant en faveur de la liste proposée par Anke Rehlinger.

## Composition
- Par rapport au cabinet Hans, les nouveaux ministres sont indiqués en gras, ceux ayant changé d'attributions le sont en italique.

| Poste | Titulaire | Titulaire                   | Parti |
| --- | --------- | --------------------------- | ----- |
| Ministre-présidente                                                                                                  |           | Anke Rehlinger              | SPD   |
| Vice-ministre-président Ministre de l'Économie, de l'Innovation, du Numérique et de l'Énergie                        |           | Jürgen Barke                | SPD   |
| Ministre des Finances et de la Science                                                                               |           | Jakob von Weizsäcker        | SPD   |
| Ministre de l'Intérieur, des Travaux publics et des Sports                                                           |           | Reinhold Jost               | SPD   |
| Ministre du Travail, des Affaires sociales, des Femmes et de la Santé                                                |           | Magnus Jung                 | SPD   |
| Ministre de l'Éducation et de la Culture                                                                             |           | Christine Streichert-Clivot | SPD   |
| Ministre de l'Environnement, du Climat, des Mobilités, de l'Agriculture et de la Consommation Ministre de la Justice |           | Petra Berg                  | SPD   |